# Гостірадовець
Гостірадовець (пол. Gościradowic) — річка в Польщі, у Цешинському повіті Сілезького воєводства. Права притока Вісли, (басейн Балтійського моря).

## Опис
Довжина річки приблизно 2,77 км, найкоротша відстань між витоком і гирлом — 2,44 км, коефіцієнт звивистості річки — 1,14 . Формується декількома безіменними струмками і частково каналізована.

## Розташування
Бере початок на південно-східній стороні від гори Жар. Тече переважно на південний захід і у місті Устронь впадає у річку Віслу.

## Цікаві факти
- На правому березі річки розташоване Джерело історичне[2], яке відкрив архієпископ Ян Кубіш у 1883 році.
- На лівому березі річки функціонує спеціальна туристична дорога.